# Escassafòrt
Escassefort (en francès Escassefort) és un municipi francès situat al departament d'Òlt i Garona i a la regió de la Nova Aquitània.

## Demografia
| 1962                                       | 1968 | 1975 | 1982 | 1990 | 1999 | 2007 |
| ------------------------------------------ | ---- | ---- | ---- | ---- | ---- | ---- |
| 469                                        | 505  | 512  | 424  | 540  | 556  | 562  |
| Des de 1962: població sense dobles comptes |      |      |      |      |      |      |

## Administració
| Període   | Identitat              | Partit |
| --------- | ---------------------- | ------ |
| 1995-2008 | Jean-Michel Bottemanne |        |
| 2008-     | Christian Fraissinède  |        |